# جوديث كيستنبرغ
جوديث إيدا كيستنبرغ (بالإنجليزية: Judith Kestenberg) (مواليد سيلبيرفنيج 17 مارس 1910 تارنوف، بولندا وتوفيت يوم 16 يناير 1999 في ساندز بوينت، نيويورك). طبيبة نفسية للأطفال عملت مع الناجين من الهولوكوست. أسست «الدراسة الدولية للاضطهاد المنظم ضد الأطفال»، وهي منظمة نسقت المقابلات الملمة بالجانب النفسي لأكثر من 1500 طفل ناجٍ في عدة أنحاء من العالم. وكانت أيضاً المؤسسة الرئيسية لـ «ملف حركة كيستنبرغ» الذي استُخدم لإنشاء ملف نفسي مبني حصراً على أنماط الحركة.

## الحياة الباكرة والتعليم
نشأت كيستنبرج في عائلة صناعية يهودية ثرية في كراكوف، وانتقلت العائلة من بولندا إلى فيينا في عام 1924. درست الطب في جامعة فيينا وتخصصت في طب الأعصاب والطب النفسي. بعد أن نالت الدكتوراه في عام 1934 بدأت التدريب في جمعية التحليل النفسي في فيينا. وفي عام 1937، باشرت تحليلاً تدريبياً مع إدوارد هيتشمان. قلقت كيستنبرغ من اضطهاد الحزب الاشتراكي الذي كانت عضوة فيه ورغبت بمتابعة دراستها، فهاجرت في عام 1937 إلى مدينة نيويورك، حيث عملت مع بول فيريناند شيلدر في مستشفى بيليفو في الطب النفسي للأطفال. درست كيستنبرغ في معهد التحليل النفسي في نيويورك لتتدرب في مجال التحليل النفسي واستمرت مع هيرمان نونبيرغ، الذي هاجر أيضاً هرباً من آنشلوس. في عام 1943 أصبحت عضوة ومحللة متدربة في معهد وجمعية التحليل النفسي في نيويورك.
في عام 1942، تزوجت كيستنبرغ من المحامي ميلتون كيستنبرغ (1913-1991)، الذي غادر بولندا في عام 1939 وأنجبا طفلين. عملت أستاذة للطب النفسي السريري في كلية الطب بجامعة نيويورك، وعملت أيضاً في مركز لونغ آيلاند اليهودي الطبي. نشرت كيستنبرغ سبعة كتب وأكثر من 150 مقالة في الجرائد.

## ملف حركة كيستنبرغ
واجهت كيستنبرغ كغيرها من الأطباء النفسيين للأطفال التحدي المتمثل في تحليل ومساعدة الأطفال الصغار الذين امتلكوا مهارات لفظية محدودة. مع خبرتها السابقة في علم الأعصاب، آمنت أن الطريقة التي يتحرك بها الطفل يمكن أن تكون نافذة على أسلوب شعور الطفل وتفكيره.
بدأت كيستنبرغ بالبحث في أوائل الخمسينيات من القرن الماضي عبر المراقبة المنهجية للرضع وأنماط حركتهم، ومن خلال التواصل مع ماريا لي بيسكاتور، تعلمت تقنية «دراسة لابان للحركة» باعتبارها قابلة للتطبيق على أسئلة علم النفس التنموي. وبدأت أيضاً دورة مراسلات طويلة المدى مع وارن لامب (طالب لدى لابان) في إنجلترا لتعلم المزيد عن دراسة الحركة.
في عام 1980، دعت كيستنبرغ الأطباء النفسيين وخبراء الحركة للانضمام إليها لتشكيل مجموعة دراسة الحركة في ساندز بوينت. إذ راقبوا الأطفال الرضع في مختلف رياض الأطفال، وقضت أيضاً صيفاً في مراقبة الرضع والأطفال في كيبوتس في إسرائيل. بعد عدة سنوات من العمل طوروا «ملف حركة كيستنبرغ»، وهو نظام لمراقبة الحركة وتحليلها يُستخدم لتقييم الأفراد بجميع الأعمار شاملاً الجنين. يتألف النظام من 63 ميزة للحركة صُوِّرت في سلسلتين من المخططات، النظام الأول والنظام الثاني. تركز الرسوم البيانية للنظام الأول على الشعور وجوهر الحركة. ويشمل ملف للمزاج، وأساليب التعلم، واستخدام الدفاعات النفسية، والأنماط المعرفية وطرق التكيف مع المكان بالوزن والتوقيت. تتألف مخططات النظام الثاني من الحركات التي تزود النظام الأول ببنيته وشكله. على سبيل المثال، إذا كان شخص ما يفضل تركيز انتباهه مباشرة عندما يدرس أو يتفاعل مع الآخرين، فإن الحركة المرافقة تساعده في تركيز هذا الاهتمام المباشر.
يمكن للملفات بصيغتها الأصلية تتبع الأساس التطوري للحركة وإجراء تقييمات ملمة بالفاعلية النفسية.
ما يزال ملف حركة كيستنبرغ يتطور إلى اليوم، وأصبح أداة موجِّهة في التقييم والعلاج في مجال معالجة الحركة الرقصية، بالإضافة لكونه مرجعاً للعمل في النظم الأسرية وعلم الأجناس البشرية. ما يزال يُدرَّس ويُطبَّق في ألمانيا، كوريا الجنوبية، المملكة المتحدة، إيطاليا، سويسرا، الأرجنتين، هولندا، إسرائيل والولايات المتحدة.

## مركز الأهل والأطفال
في عام 1976، افتتحت كيستنبرغ وزميلها أرنهيلت بيولت مركز الأهل والأطفال في بورت واشنطن، نيويورك (انتقل المركز لاحقاً إلى روسلين، نيويورك). يُجمع الأطفال من الولادة وحتى سن الرابعة مع أهاليهم ليلعبوا ويتعلموا في بيئة مطلعة تنموياً تمكن الأهل من الالتقاء وتوطيد علاقاتهم بالأهالي والأطفال الآخرين، ما خلق مجتمعات وصداقات طويلة الأمد. لكن الهدف الرئيسي للمركز كان الوقاية الأولية. قاد الأطباء النفسيون ومعالجو الحركة الرقصية وغيرهم من المختصين الأهل والأطفال للعب في صياغة تعزز وتقوي أنماط النمو الطبيعية. عمل الفريق مع الأهل على المساعدة في الوقاية من اضطرابات النمو وحل المشكلات اليومية. كان المركز أيضاً مكاناً اسُتخدم فيه ملف حركة كيستنبرغ للمساعدة في التقييم. عمل المتدربون مع الأطفال وصنعوا ملفات حركة للأمهات والأطفال لتبليغ العمل مع الأطفال والأهل. بناءً على فهم الحركة، طوروا أسلوب لإعادة التدريب على الحركة من أجل دعم تطور الحركة والتفاعلات بين الوالدين والطفل منذ سن الرضاع.
كانت البنية الأساسية وتركيز ملف حركة كيستنبرغ مبنياً على ملف علم ما وراء النفس الذي طورته آنا فرويد بتركيزه القوي على التطور. يستخدم الباحثون الفرديون والمعالجون وعلماء الأجناس البشرية ومتخصصو الحركة في وقتنا الحالي برنامج ملف حركة كيستنبرغ من منظور أطر العمل الخاصة بهم.

## الناجين من الهولوكوست
في سبعينيات القرن الماضي، كانت كيستنبرغ تعالج في ممارستها للتحليل النفسي العديد من المرضى ممن كانوا من الأطفال الناجين من الهولوكوست. أدركت أن هؤلاء الأفراد كانوا أصغر من أن يتذكروا تجاربهم كاملةً، لكنهم كانوا بالرغم من ذلك مصدومين بسببها. شجعهم العديد من المحللين على النسيان، لكنهم لم يتمكنوا من ذلك. لذا أجرت كيستنبرغ دراسة على ظروف الأطفال اليهود خلال الهولوكوست لمساعدة الأفراد على استعادة ذكرياتهم ومحاربة صدماتهم. طورت أيضاً نظاماً يستخدم إعادة تصوير الأحاسيس الحركية مثل شعور الاحتجاز، لمساعدة الناجين البالغين على تذكر أهاليهم الذين ماتوا أثناء الهولوكوست.
كانت أيضاً أحد مؤسسي مؤسسة الطفل المخفي. أدى عمل كيستنبرغ إلى اعتراف أكبر بمتلازمات الأطفال الناجين واضطراب الكرب التالي للصدمة النفسية. شاركت كيستنبرغ أيضاً في العمل مع أطفال الناجين، وحققت في الآثار اللاحقة للتجارب العنيفة على الأجيال التالية. وأشارت إلى أن هذه الظاهرة تحدث أيضاً في حالة أطفال الجناة.
أسست مع زوجها ميلتون مشروع الدراسة الدولية للاضطهاد المنظم ضد الأطفال، إذ أجريت فيها 1500 مقابلة مع أطفال ناجين. كان من بين المتعاونين الرئيسيين مع كيستنبرغ المديران المساعدان للمشروع إيفا فوغلمان وهيلين باس ويشيلهاوس.
كتبت كيستنبرغ العديد من الكتب المتعلقة بالهولوكوست للأطفال، أحدهم كان موجهاً تحديداً لأطفال الجناة بعنوان «عندما كان أجدادك شباباً». وأتت إلى ألمانيا لتعليم الأطفال الألمان الذين ينتمي أجدادهم إلى جيل مرتكبي الهولوكوست. كان الأطفال الأصغر سناً بنظرها الأكثر احتياجاً لهذا التعليم لأنهم كانوا في مرحلة نمو الضمير. نوقشت في الكتاب مواضيع الإقصاء والدمار وأسى الناجين وعار المتقاعسين، وتناول الوضع الحالي في ألمانيا وشعار «لا للأجانب!». في الخاتمة، تواجه كيستنبرغ مسألة إخبار الأطفال الصغار عن الحقبة النازية، وكيفية القيام بذلك، وتجادل بالقول: «إذا كنا نريد حقاً منع الحرب، وإذا كنا نريد تجنب احتقار الغرباء، فعلينا أن نخبر الأطفال بالحقيقة في أقرب وقت ممكن».

## مؤسسة الطفل المخفي
في عام 1989، اقتربت مريام أبراموفيتش المخرجة والمنتجة المشاركة للفيلم الوثائقي «كما لو كان بالأمس» من كيستنبرغ وفوغلمان وجان بلوخ روزنسافت برؤية تهدف لتنظيم تجمع دولي للأطفال الناجين الذين كانوا مختبئين خلال الهولوكوست. الأطفال المخفيون هم أولئك الذين نجوا من الهولوكوست بوضعهم في الكنائس والأديرة ودور الأيتام والمنازل غير اليهودية، أو عن طريق الاختباء لوحدهم مع أو بدون هوية مزيفة في الغابات أو أمام مرأى الجميع. قدم مليتون وجوديث كيستنبرغ التمويل الأولي الضروري لتخطيط أول جمعية دولية للأطفال المختبئين والذي شاركت برعايته رابطة مكافحة التشهير في عام 1991. حضر أكثر من 1600 طفل مخفي مع أسرهم من جميع أنحاء العالم. وكنتيجة أنشِئت مؤسسة الطفل المخفي، ولا تزال تُعقد الاجتماعات المحلية والمؤتمرات الدولية حتى يومنا هذا.

## جوائز
- «1987 جائزة الهولوكوست التذكارية» من جمعية نيويورك لعلماء النفس السريريين، 14 مايو 1987.
- جائزة إليز م. هايمان لأبحاث الهولوكوست، المؤتمر الجمعية الدولية للتحليل النفسي، أمستردام، 28 يوليو 1993.
- جائزة إليانور روزفلت، من لجنة المؤتمر اليهودي الأمريكي لمساواة المرأة، 14 يونيو 1996.